# L'Arboç (Vilanova de Sau)
L'Arboç és una masia del municipi de Vilanova de Sau (Osona). En la mateixa propietat hi ha la masia l'Arboç Xic, ambdues incloses en l'Inventari del Patrimoni Arquitectònic Català.

## Masia
Masia de grans dimensions i planta rectangular, amb cossos annexes als murs laterals. Està assentada sobre el desnivell del terreny i consta de planta baixa i dos pisos. És coberta a dos vessants amb el carener perpendicular a la façana, orientada a migdia, on a nivell del primer pis s'hi obren unes arcades d'arc rebaixat que ubiquen el porxo, que forma un cos avançat damunt el portal de forma rectangular que s'abriga sota el porxo, al costat hi ha un altre portal d'arc molt rebaixat amb una inscripció al damunt. A la banda de llevant hi ha una escala exterior que condueix directament al primer pis. A tot l'edifici s'hi distribueixen grans finestrals, alguns emmarcats per trencaaigües d'estuc i d'altres per decoracions de totxo. Sota el carener de migdia i de tramuntana hi ha decoracions de rajoles. És construïda amb pedra sense polir, rajols i pedra treballada. La cabana és un edifici de planta rectangular coberta a dues vessants amb els carener perpendicular a la façana, orientada a migdia, amb una era al davant.
A migdia s'obre un gros portal d'arc molt rebaixat i dues finestres a cada costat i un ull de bou al damunt. Aquestes obertures tenen decoracions de totxos disposats esglaonadament. A ponent hi ha un portal i una finestra compartimentada verticalment en tres parts. És construïda amb gresos i granit vermells units amb morter de calç, les obertures són de totxo pintat blanc. Construïda probablement a principis del segle XX per J. Riera, que realitzà grans reformes a la casa.

## L'Arboç Xic
Masia de planta rectangular coberta a dues vessants amb el carener perpendicular a la façana, orientada a llevant. Es troba assentada sobre el desnivell del terreny, per tant el portal de la façana mena directament al primer pis. A banda i banda del portal hi ha una finestra i a l'extrem dret s'hi adossa un petit foc amb una llar de foc externa. L'angle Nord-oest presenta un contrafort de forma arrodonida, la part de migdia era cega i recentment s'han obert dues finestres, una a la planta i l'altra al primer pis. A ponent, a nivell del primer pis s'hi obre una finestra de construcció recent i dues de més antigues amb llinda de pedra i ampits motllurats, la central està tapiada. És construïda amb gres i granit vermell unit amb morter de calç. Els escaires i obertures són de pedra picada rogenca excepte els ampits motllurats que són de pedra color d'oliva.

## Història
Antic mas registrat al fogatge de 1553 de la parròquia de Vilanova de Sau. Aleshores habitava el mas un tal Gabriell ARBOS.
Les dependències del mas degueren anar creixent al llarg del temps i segons ens indiquen les dades constructives, el mas fou reformat als segles XIX i XX, reformes que li deurien donar la fesomia actual de casa senyorial. L'estil de les darreres reformes realitzades per(familia Coll, Arrendataris durant més de 20 anys que van trobar derruït l'Arboç Xic i el tornar habitable. El senyor Antoni Coll Ramón amb la senyora Bernardina Camara Ferrer i fills) J. Riera Pallàs es repeteixen en altres cases de la rodalia Mas Francesch i les Serres, també propietat del sr. Riera. De la masia que va prendre el diminutiva de "xic", només consta la data de construcció del segle xviii (1781). La seva història deu estar relacionada amb la del mas Arbós.